# ابررایانه سیمرغ
ابررایانه ملی سیمرغ یک ابررایانه است که به‌واسطهٔ همکاری وزارت علوم، تحقیقات و فناوری، وزارت ارتباطات و فناوری اطلاعات (پژوهشگاه ارتباطات و فناوری اطلاعات) و معاونت علمی و فناوری ریاست جمهوری با جمعی از استادان و دانشجویان دانشگاه صنعتی امیرکبیر در سال ۱۴۰۰ به بهره‌برداری رسیده‌است. نام سیمرغ برگفته از نام پرنده اساطیری در ایران باستان است.

## تاریخچه
ابررایانه ملی سیمرغ به عنوان قدرتمندترین ابررایانه ایران با حمایت وزارت علوم، تحقیقات و فناوری، وزارت ارتباطات و فناوری اطلاعات (پژوهشگاه ارتباطات و فناوری اطلاعات) و معاونت علمی و فناوری ریاست جمهوری و توسط متخصصان دانشگاه صنعتی امیرکبیر در سال ۱۴۰۰ به بهره‌برداری رسید. توسعه سیمرغ بیش از یک سال طول کشید و بیشتر آن در داخل ایران تولید شده، اما حداقل بخشی از سخت افزار آن وارد شده است. حدود ۱۰۰ میلیارد تومان (حدود 4.5 میلیون دلار) برای طراحی این ابررایانه هزینه شده‌است. زیرساخت ابررایانه در فضایی به مساحت تقریبی ۲۵۰ مترمربع با قابلیت گسترش به ۴۰۰ مترمربع ساخته شده‌است. این ابررایانه با ظرفیت ۴۲ رک (قابل گسترش به ظرفیت ۸۴ رک) بر مبنای سطح سوم استاندارد TIA-942 ساخته شده و می‌تواند از توان پردازشی ۵ پتافلاپس (قابل گسترش به ۱۰ پتافلاپس در فاز بعدی) پشتیبانی کند. همچنین دفتر ارائه خدمات جدید برای استفاده از خدمات این ابررایانه به مساحت تقریبی ۱۸۰ مترمربع در برج فناوری ۲ دانشگاه صنعتی امیرکبیر احداث شده‌است.
برق مصرفی سرورها در این ابررایانه از دو مسیر کامل مستقل به صورت افزونه از دو پست برق متفاوت تأمین می‌شود. افزونگی برق مصرفی، خنک‌سازی و مپارد دیگر در کل زیرساخت ابررایانه برای دسترس‌پذیری بالا رعایت شده‌است.

### پروژه بعدی
به گفته آذری جهرمی ابررایانه بعدی ایران به نام "مریم" که مراحل ساخت آن شروع شده است، ۱۰۰ برابر این ابررایانه قدرت دارد. نام این ابررایانه از مریم میرزاخانی ریاضی‌دان زن ایرانی گرفته شده‌است.

## ظرفیت
این ابررایانه در مجموع دارای حدود ۱۸۰ سرور پردازشی قدرتمند است که از آخرین نسل از پردازنده‌های Intel Xeon Scalable و AMD EPYC بهره می‌برند.
همچنین این ابررایانه دارای بیش از ۱ پتابایت ظرفیت ذخیره‌سازی است که تقریباً نیمی از این ظرفیت با استفاده از فناوری ذخیره‌سازی نرم‌افزار محور (SDS) و دیسک‌های NVMe و Intel Optane ایجاد شده‌است که آخرین فناوری‌های سخت‌افزاری و نرم‌افزاری در حوزه پردازش‌های فوق سریع بوده و تا ۳ برابر سریع‌تر از SSDهای تجاری هستند.
در بخش پردازنده‌های گرافیکی، ابررایانه دارای پردازنده‌های گرافیکی RTX3090، V100S و A100 است. پردازنده‌های گرافیکی A100 با ۴۰ گیگابایت حافظه که آخرین نسل از پردازنده‌های گرافیکی هستند، در کاربردهای پردازش فوق سریع، هوش مصنوعی و کلان داده مورد استفاده بوده و بسیار قدرتمند هستند. زیرساخت شبکه بین سرورها در این ابررایانه پهنای باند ۲۰۰ گیگابیتی اختصاصی با تأخیر حدود ۳۰۰ نانوثانیه بین هر دو سرور و بین هر سرور و بستر ذخیره‌سازی ایجاد کرده که در کاربردهای فوق سریع (HPC) و کلان داده که نیاز به کلاستر شدن مجموعه‌ای از سرورها را دارند بسیار مفید و ضروری است.

## کاربرد
از ابررایانه سیمرغ می‌توان در هوش مصنوعی، تحلیل کلان داده‌ها، اینترنت اشیا، تصویرسازی، بازسازی و پویا نمایی، شبیه سازی علمی، هواشناسی، تحلیل داده‌های ژنتیک و دیگر کاربرد‌های علمی که به توان پردازشی بسیار زیاد نیاز دارند استفاده کرد. به گفته خبرگزاری ایرنا مراکز پژوهشی دانشگاه‌ها و مراکز دولتی و خصوصی و شرکت‌های دانش‌بنیان جامعه هدف این ابررایانه هستند. احمد معتمدی، رئیس دانشگاه امیرکبیر، در اینباره گفت: این ابررایانه علاوه بر خدمات رسانی به دولت، در نظر دارد تا زیرساخت قابل اعتمادی را برای شرکت هایی با تمرکز بر شرکت های خصوصی فراهم کند.